# 菅原梶成
菅原 梶成（すがわら の かじなり、生年不詳 - 仁寿3年6月2日（853年7月11日））は、平安時代前期の医師。姓は宿禰のち朝臣。官位は外従五位下・侍医。

## 経歴
本貫は平安京の右京。承和元年（834年）正月に同族の菅原梶吉とともに宿禰姓から朝臣姓に改姓する（この時の位階は大初位下）。同年、梶成は医術に通じていたことから、医術上の不明点を解決することを目的に、朝廷に命じられて遣唐知乗船事として遣唐使の随行者に加えられ、承和5年（838年）唐へ渡る。翌承和6年（839年）夏に帰国の途に就くが、帰路暴風に遭い南海に漂流して、見知らぬ島に漂着する。梶成は全員が助かることを仏神に祈願し、遣唐准判官・良岑長松と協力して壊れた船の材木を収集、新たに船を仕立て上げ、梶成は第二船に乗船して出航し、承和7年（840年）4月大隅国に帰着した。また南海の島で現地の人々と戦った際に捕獲した5尺鉾1枚、片盖鞘横佩（太刀）1柄、箭1隻を朝廷に献上している。
承和10年（843年）鍼博士に任ぜられたのち、侍医を経て、文徳朝の仁寿3年（853年）正月に外従五位下に叙せられるが、同年6月2日卒去。最終官位は侍医外従五位下。

## 人物
医術に熟練しており、治療した際の効果が非常に高かったという。

## 官歴
『六国史』による。
- 時期不詳：大初位下
- 承和元年（834年）正月26日：宿禰姓から朝臣姓に改姓。日付不詳：遣唐知乗船事
- 承和7年（840年） 6月5日：見正六位上
- 承和10年（843年） 日付不詳：鍼博士
- 時期不詳：侍医
- 仁寿3年（853年） 正月：外従五位下。6月2日：卒去（侍医外従五位下）